# هيئة الأركان العامة للدفاع الوطني (اليونان)
هيئة الأركان العامة للدفاع الوطني (باليونانية: Γενικό Επιτελείο Εθνικής Άμυνας)‏، (اختصار: ΓΕΕΘΑ) هو هيئة تضم كبار الموظفين في القوات المسلحة اليونانية. تأسست في عام 1950، عندما تم دمج وزارات الخدمات المسلحة المنفصلة في وزارة الدفاع الوطني. كان دورها في وقت السلم بمثابة هيئة استشارية منسقة وكبيرة تحت تصرف الحكومة اليونانية، وفي زمن الحرب كمقر عام للقوات المسلحة. في السنوات الأخيرة، من خلال الجهود الجارية لزيادة التعاون والتكامل بين الخدمات، تولى السيطرة التشغيلية في وقت السلم على الفروع المنفصلة. بين 19 ديسمبر 1968 و 10 أغسطس 1977 ، تم إلغائها ، وتم إنشاء مقر القوات المسلحة اليونانية (اليونانية: Αρχηγείο Ενόπλων Δυνάμεων ، abbr. ΑΕΔ) في مكانها.

## روابط خارجية
- وزارة الدفاع اليونانية - الموقع الرسمي
- هيئة الأركان العامة اليونانية للدفاع الوطني - الموقع الرسمي